# 서천군의 향토문화재
서천군의 향토문화재는 서천군에 있는 문화유적으로서 「문화재보호법」 및 「충청남도 지정문화재 보호 조례」에 따라 지정되지 아니한 유적으로서 역사적·예술적·학술적·경관적 가치가 크며 향토문화 보존에 필요하다고 인정하여 서천군수가 지정한 유적을 말하며 그 유형은 다음 각 호와 같다.
1. "유형문화재"란 건조물, 전적, 서적, 고문서, 회화, 조각, 공예품 등 유형의 문화적 소산으로서 역사적·예술적 또는 학술적 가치가 큰 것과 이에 준하는 고고자료로 향토문화 보존에 필요한 것을 말한다.
2. "무형문화재"란 연극, 음악, 무용, 공예기술 등 무형의 문화적 소산으로서 역사적·예술적 또는 학술적 가치가 큰 것으로 향토문화 보존에 필요한 것을 말한다.
3. "기념물"이란 다음 각 목의 어느 하나에 해당 하는 경우를 말한다.
가. 절터, 옛무덤, 조개무덤, 성터, 궁터, 가마터, 유물 포함층 등의 사적지와 특별히 기념이 될 만한 시설물로서 역사적·학술적 가치가 큰 것으로 향토문화 보존에 필요한 것
나. 경치 좋은 곳으로서 예술적·경관적 가치가 큰 것으로 향토문화 보존에 필요한 것
4. "민속자료"란 의식주, 생업, 신앙, 연중행사 등에 관한 풍속이나 관습과 이에 사용되는 의복, 기구, 가옥 등으로서 향토문화 보존에 필요한 것을 말한다.

## 참고 문헌
- 서천군 홈페이지 - 고시/공고